# Judías de El Barco de Ávila
Las judías de El Barco de Ávila (también conocidas simplemente como judías de El Barco o judiones de El Barco) son judías secas, generalmente de color blanco y de gran tamaño, que se cultivan en los campos de El Barco de Ávila (suroeste de la provincia de Ávila, Castilla y León). Por polisemia, también se suele denominar de esta forma a una preparación de cocido con estas legumbres como ingrediente. Su gran tamaño permite unos cuarenta granos por cien gramos de judías (una ración aproximada para una persona).

## Denominación específica
La zona de producción de las judías de El Barco incluyen los terrenos ubicados en los términos municipales de la comarca agrícola de El Barco-Piedrahíta que el Consejo Regulador considere aptos para la producción de judías secas de las variedades de la zona: blanca redonda, de riñón, morada larga, morada redonda, arrocina, planchada y judión de El Barco.

## Características
Las judías de El Barco cuentan con el segundo Consejo de Denominación Específica más antiguo de España. Así, se trata del primer producto leguminoso reconocido con la indicación geográfica protegida (orden de 5 de enero de 1989 del Ministerio de Agricultura, Pesca y Alimentación), adelantándose a la fabada asturiana (orden de 6 de julio de 1990). Ambos productos están en la actualidad inscritos en el registro comunitario desde 1996. Las judías se cultivan en las terrazas de los valles elegidos por el Consejo, protegidos de los vientos fríos. Se comercializan bajo dos categorías «primera« y «extra».
Son judías secas separadas de la vaina, procedentes de plantas de la familia de las leguminosas, especie Phaseolus communis, de las variedades blanca redonda, blanca riñón, morada larga, morada redonda, arrocina, planchada y judión de El Barco, enteras y destinadas a consumo humano. Existen formas tradicionales y propias de la localidad de preparar las diferentes variedades de judías que se producen dentro de la zona protegida.